# Dinamo Kaszyra
Dinamo Kaszyra (ros. Футбольный клуб «Динамо» Кашира, Futbolnyj Kłub „Dinamo” Kaszyra) – rosyjski klub piłkarski z siedzibą w mieście Kaszyra, w obwodzie moskiewskim.

## Historia
Chronologia nazw:
- ??? – ???: Dinamo Kaszyra (ros. «Динамо» Кашира)

Piłkarska drużyna Dinamo została założona w mieście Kaszyra.
W 1982 zespół debiutował w drugiej lidze, strefie 1 Mistrzostw ZSRR, w której zajął 10. miejsce.
Również w 1984 uczestniczył w rozgrywkach Pucharu ZSRR.
Po sezonie 1985, w którym zajął 15. miejsce, już nie uczestniczył w rozgrywkach na poziomie profesjonalnym.

## Sukcesy
- 9. miejsce w drugiej lidze ZSRR, strefie 1: 1983
- Udział w Pucharze ZSRR: 1984